# Tiffany Calligaris
Tiffany Calligaris (22 de noviembre de 1988, Ciudad de Buenos Aires, Argentina) es una abogada y escritora argentina. Es la creadora de la saga Witches, la bilogía formada por La Sinfonía del Unicornio y El Cresendo del Dragón, y la serie Lesath. Estos libros han vendido muchas[¿cuántos?] copias, incluyendo algunas firmadas, que fueron para la Editorial Planeta. Según la crítica, sus libros son un referente de la literatura "fantasy" en Argentina.

## Biografía
Tiffany nació el 22 de enero de 1988 en la Ciudad Autónoma de Buenos Aires. Hizo sus estudios primarios y secundarios en Buenos Aires. Estudió abogacía en la Universidad Argentina de la Empresa egresándose en 2012, pero nunca ejerció. Ese mismo año, editorial Planeta publicó su primer libro de la saga titulada "Lesath" que fue un éxito comercial y de crítica. En el año 2015 editorial Planeta publica el primer libro de su segunda saga titulada "Witches". Debido al interés de sus lectores, en el año 2019 publicó junto a editorial Planeta un nuevo libro de la saga "Lesath".